# Campiano
Campiano è una frazione del comune di Cazzano di Tramigna, da cui dista 6 km. È collocata su un altopiano del monte Crocetta, a 427 m s.l.m., che ripara l'abitato dai venti.
Il nome deriva da Campoplanum ("campo piano"). La presenza romana è attestata dal ritrovamento, nel 1926, di una tomba nella vicina località Roito (attualmente suppellettili e pietra tombale con epigrafe sono conservati al Museo Archeologico di Verona).
La parrocchia, dedicata a San Bernardo Abate (Bernardo di Chiaravalle), appartiene alla giurisdizione ecclesiastica della diocesi di Verona. La chiesa situata su uno sperone del monte e con vista sulla val Tramigna: da qui nel novembre del 1796 il capellano don Biasio Ferro poté descrivere i vari momenti della battaglia di Arcole.

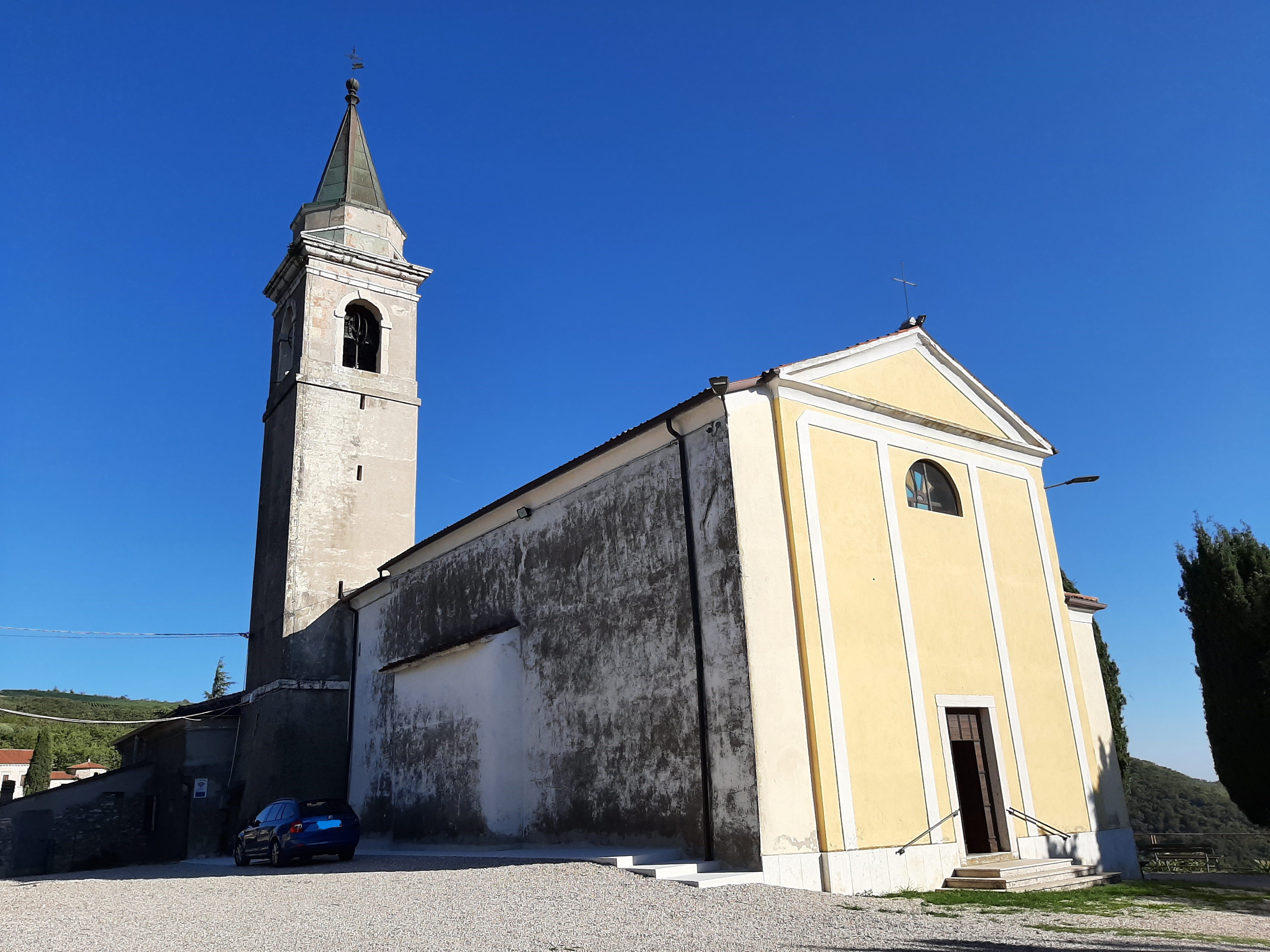
Chiesa parrocchiale di San Bernardo Abate in Campiano

La chiesa attuale risale alla prima metà del XIX secolo, e rimpiazza un edificio più antico che, secondo la tradizione sarebbe stato consacrato dal papa Lucio III durante il suo viaggio verso l'abbazia benedettina di Badia Calavena: su un muro dell'edificio più antico, inglobato nella ricostruzione ottocentesca, è dipinta in rosso una croce di consacrazione che viene indicata come segno del passaggio del pontefice. Inizialmente non fu officiata in modo regolare fino alla creazione della parrocchia nel 1924. È a navata unica con 4 altari laterali e presenta alcuni affreschi (1954) del pittore soavese Adolfo Mattielli.
Nella domenica più vicina al 20 agosto si svolge la sagra di San Bernardo.

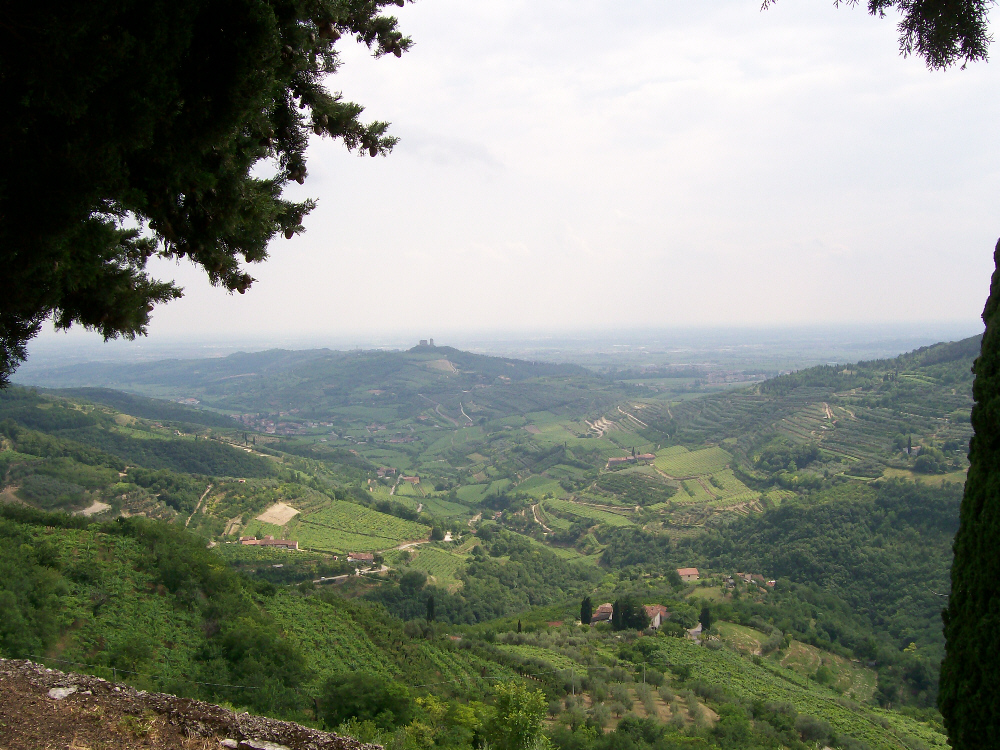
Veduta della val Tramigna da Campiano

## Galleria d'immagini

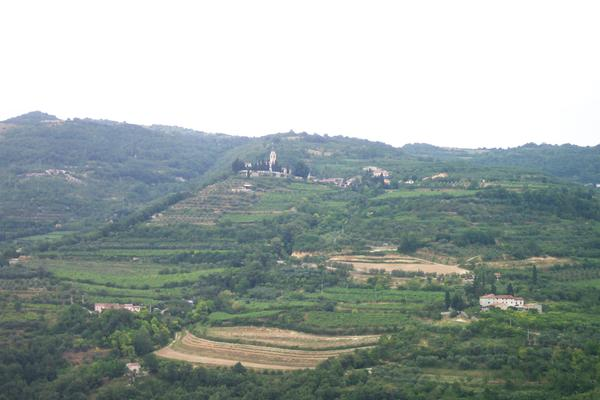
Veduta di Campiano dal Monte Garzon
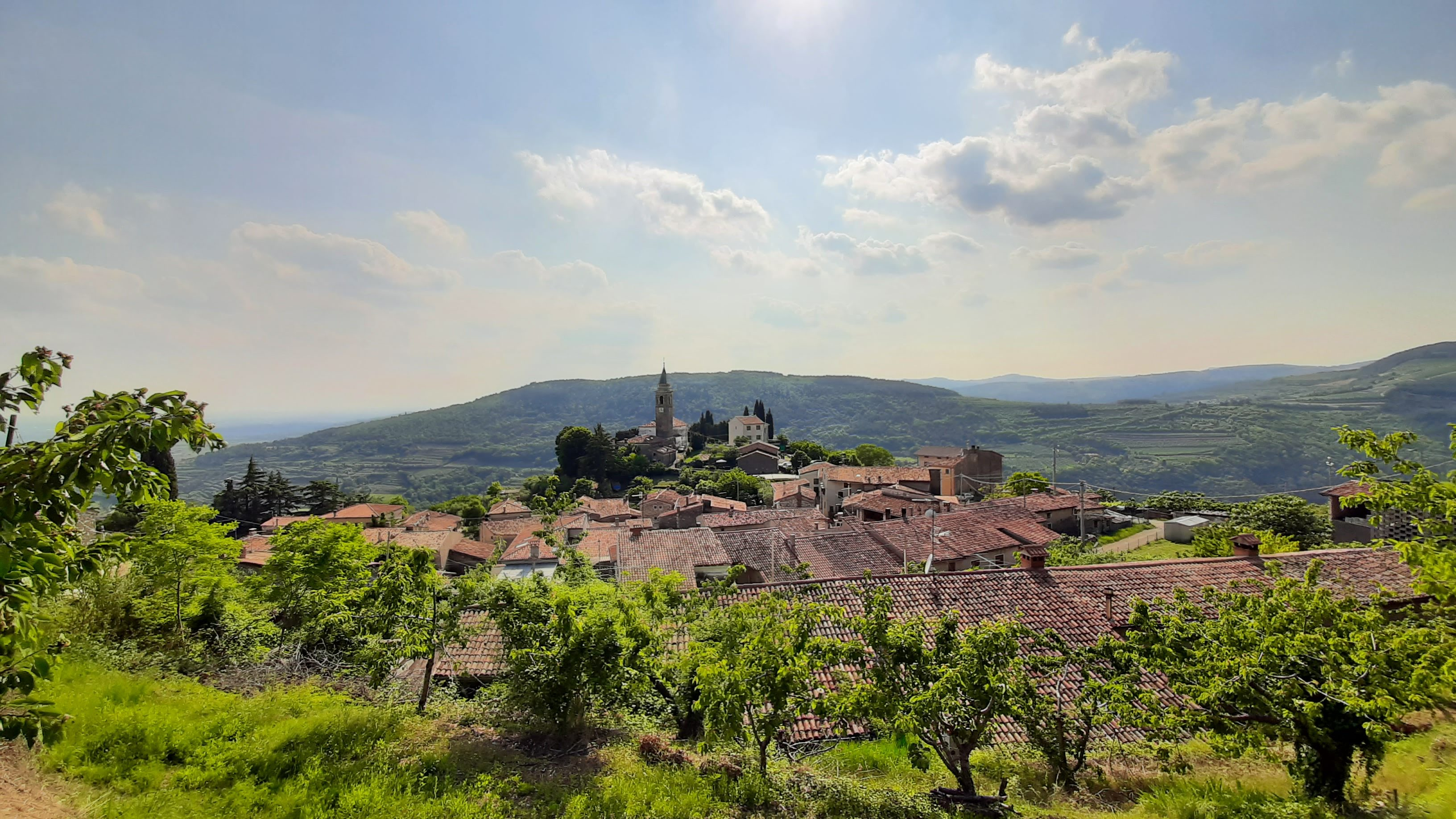
Veduta di Campiano dalla strada che porta in località Caltrano.
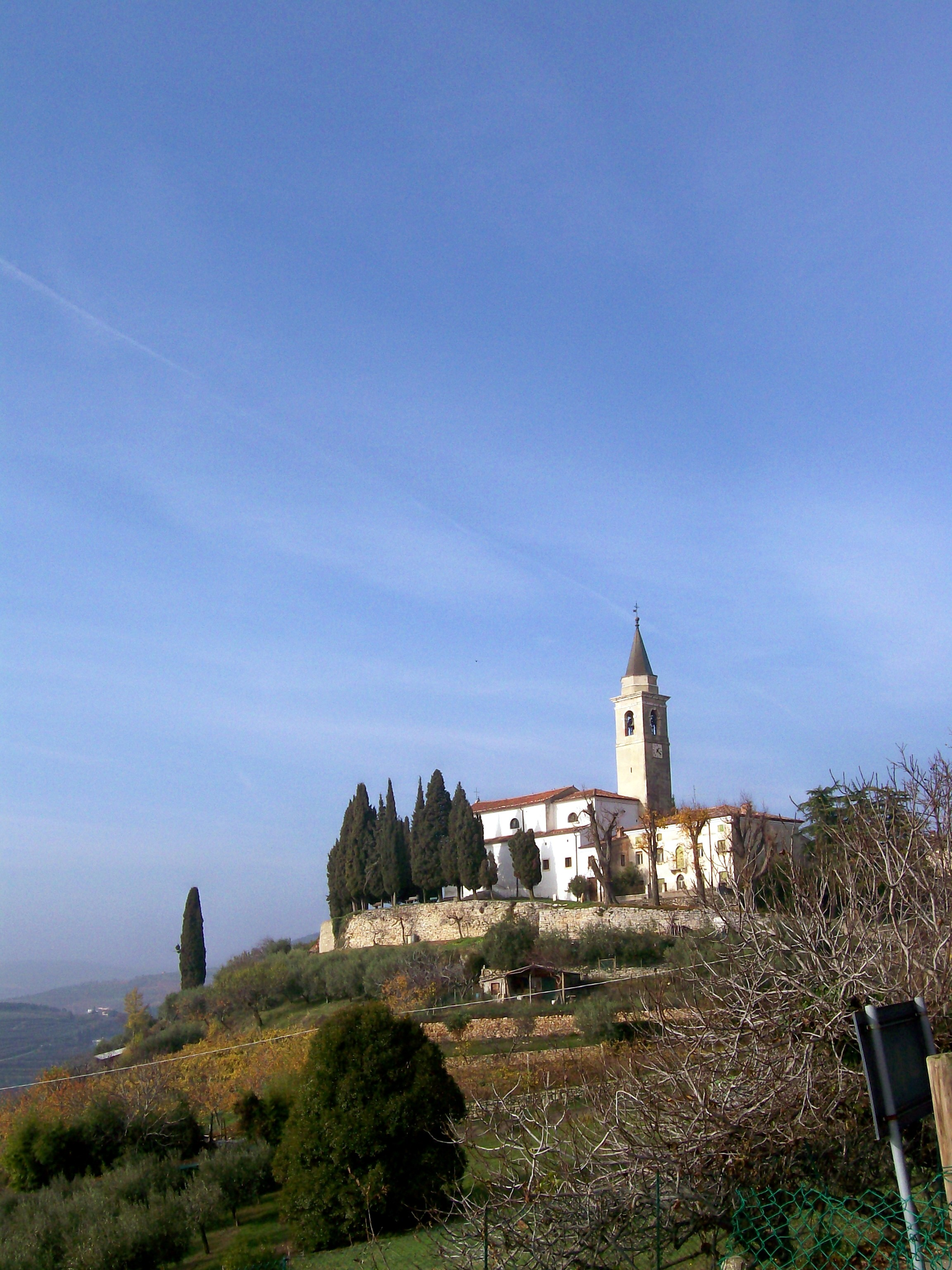
La chiesa parrocchiale di Campiano vista dalla strada che porta al cimitero.
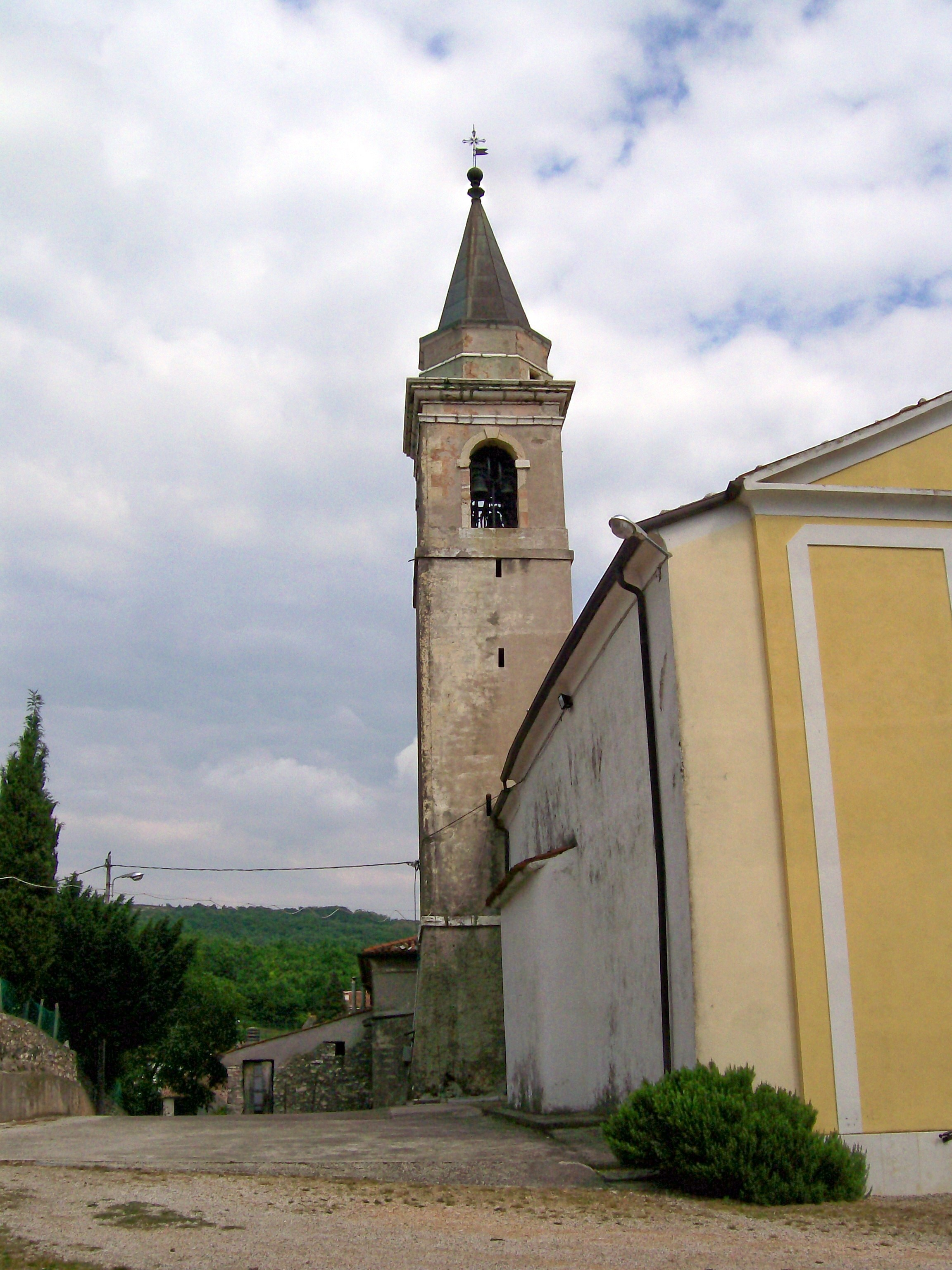
Torre campanaria della chiesa parrocchiale di San Bernardo Abate in Campiano.
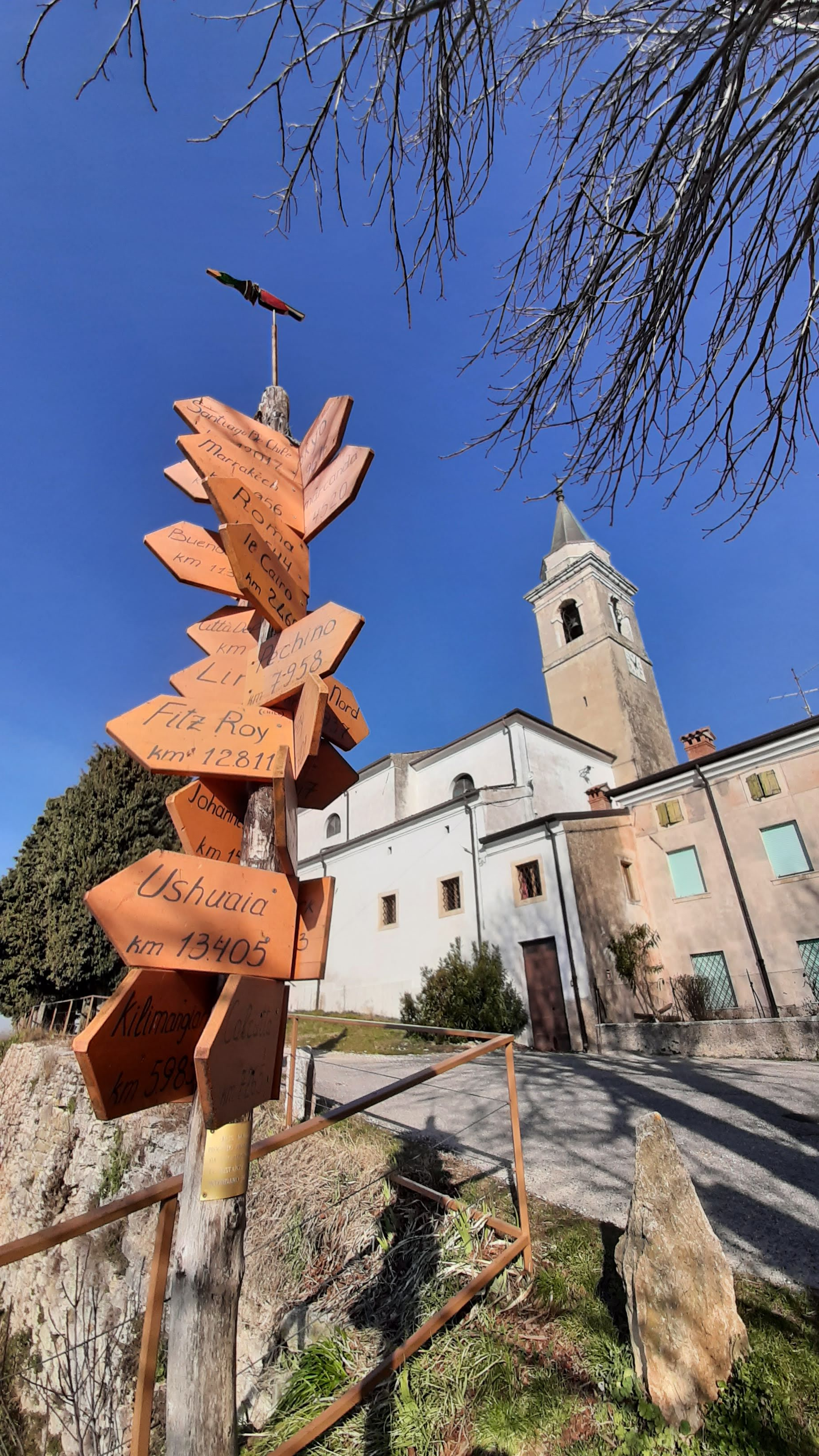
Campanile della chiesa parrocchiale di San Bernardo Abate in Campiano e frecce che indicano la distanza da varie località mondiali.